# Sören Claar
Sören Claar, född 1953 i Tidaholm, är en svensk konstnär.
Claar är som konstnär autodidakt och bedrev självstudier under resor till Paris och London. Han har medverkat i Liljevalchs vårsalong och i utställningar på Göteborgs konstmuseum samt Borås konstmuseum och med Borås och Sjuhäradsbygdens konstförening. Hans konst består av ett expressivt figurativt måleri.